# 2020年どうぎんカーリングクラシック
2020年どうぎんカーリングクラシック（英: 2020 Hokkaido Bank Curling Classic）は、2020年8月に日本・札幌市で開催予定であったどうぎんカーリングクラシックである。

## 概要
2020-21年シーズンのワールドカーリングツアー（WCT）として、2020年8月に男女4人制が日本・札幌市のどうぎんカーリングスタジアムで開催予定であったが、新型コロナウイルス（COVID-19）の感染拡大の影響により開催中止が決定した。